# Seznam postav hry Tekken

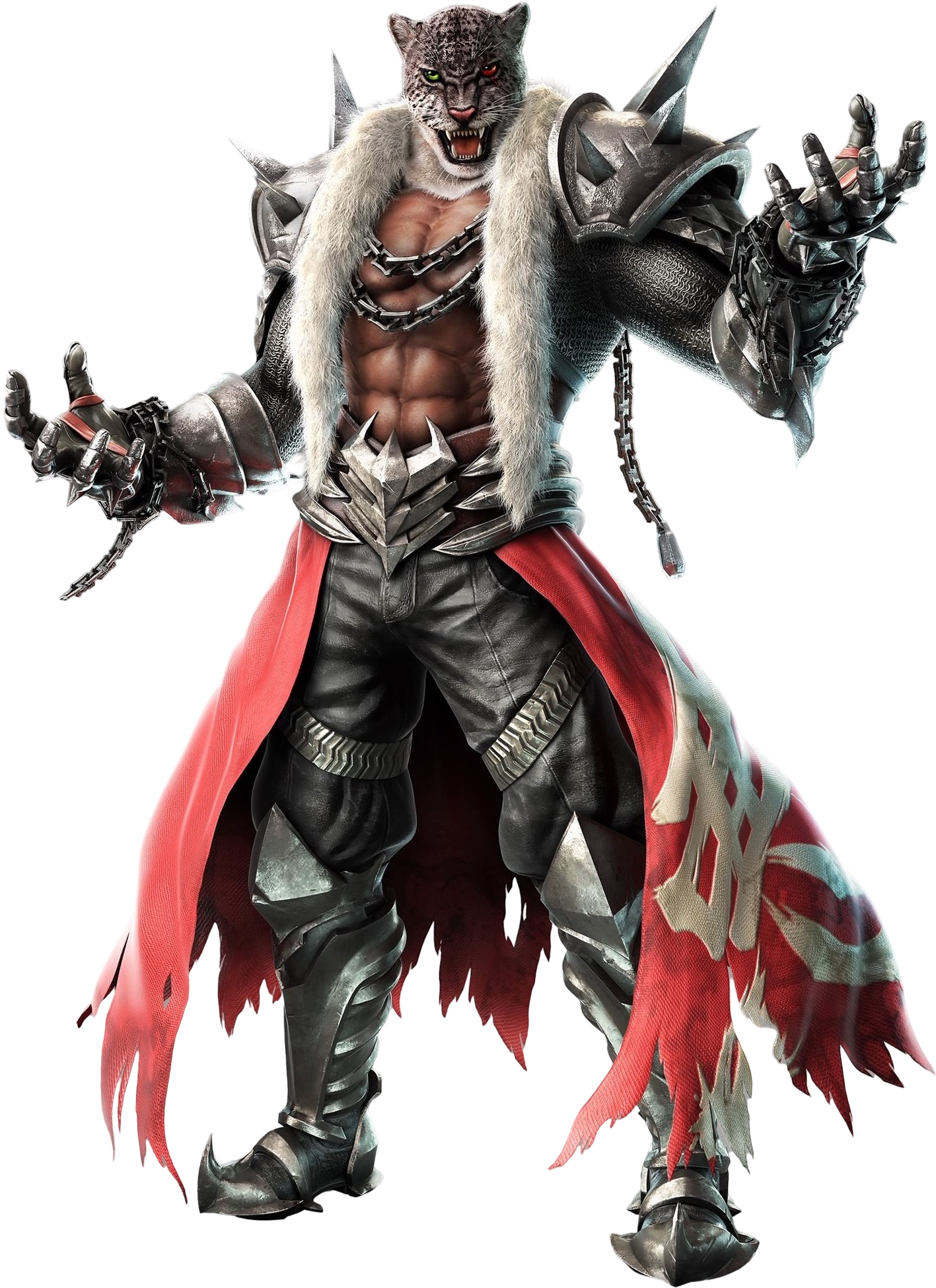
Amor King, jedna z postav Tekkena 7

Toto je seznam postav hry Tekken.

## A
- Alex
- Alisa Bosconovitch
- Ancient Ogre
- Angel
- Anna Williams
- Armor King
- Asuka Kazama

## B
- Baek Doo San
- Bruce Irvin
- Bryan Fury

## C
- Christie Monteiro
- Combot
- Craig Marduk

## D
- Devil
- Devil Jin
- Doctor Gepetto Bosconovitch
- Sergei Dragunov

## E
- Eddy Gordo

## F
- Female vampire nová postava.
- Feng Wei
- Forest Law

## G
- Ganryu
- Gon

## H
- Heihachi Mishima
- Hwoarang

## J
- Jack (série)
- Jin Kazama
- Jinpachi Mishima
- Julia Chang
- Jun Kazama

## K
- Kazuya Mishima
- King
- Kinjin
- Kuma
- Kunimitsu

## L
- Lars Alexandersson
- Lee Chaolan
- Lei Wulong
- Leo Kliesen
- Lili de Rochefort
- Ling Xiaoyu

## M
- Marshall Law
- Michelle Chang
- Miguel Caballero Rojo
- Miharu Hirano
- Mokujin

## N
- Nina Williams
- NANCY-MI847J

## P
- Panda
- Paul Phoenix
- Prototype Jack

## R
- Raven
- Robert Richards jinak i Bob.
- Roger jr.

## S
- Sebastian
- Steve Fox

## T
- Tetsujin
- Tiger Jackson
- True Ogre

## U
- Unknown

## W
- Wang Jinrei

## Y
- Yoshimitsu

## Z
- Zafina